# Lagraulet-Saint-Nicolas
Lagraulet-Saint-Nicolas (okzitanisch: L’Agraulet Sent Nicolau) ist eine südfranzösische Gemeinde mit 283 Einwohnern (Stand: 1. Januar 2022) im Département Haute-Garonne in der Region Okzitanien. Sie gehört zum Arrondissement Toulouse und zum Kanton Léguevin. Die Einwohner werden Agrauletais und Agrauletaises genannt.

## Geografie
Lagraulet-Saint-Nicolas liegt an der Grenze zum Département Tarn-et-Garonne, etwa 36 Kilometer nordwestlich von Toulouse. An der nordwestlichen Gemeindegrenze verläuft der Fluss Nadesse der hier zum Retenue de Bouillac-Lagraulet aufgestaut ist. Umgeben wird Lagraulet-Saint-Nicolas von den Nachbargemeinden Gariès im Nordwesten und Norden, Bouillac im Norden und Nordosten, Beaupuy im Nordosten, Bellesserre im Osten, Drudas im Osten und Südosten, Puysségur im Süden, Cox im Süden und Südwesten, Brignemont im Südwesten sowie Cabanac-Séguenville im Westen.

## Bevölkerungsentwicklung
| Jahr                       | 1962 | 1968 | 1975 | 1982 | 1990 | 1999 | 2006 | 2013 | 2020 |
| Einwohner                  | 200  | 209  | 161  | 152  | 163  | 145  | 196  | 267  | 256  |
| Quellen: Cassini und INSEE |      |      |      |      |      |      |      |      |      |

## Sehenswürdigkeiten
- Kirche Saint-Martin, erbaut Ende des 18. Jahrhunderts